# Baby Dee
Baby Dee (Cleveland. 1953) es una artista de performance, multiinstrumentista y cantante-compositora estadounidense.

## Primeros años
Baby Dee comenzó su carrera musical como artista callejera en la década de 1970, pero pronto decidió ponerse a trabajar como organista en una iglesia católica en el Bronx. Diez años más tarde, tras realizaer su transición a la vida como mujer, dejó su trabajo en la iglesia y volvió a su ocupación anterior como artista de performance. Trabajó como acordeonista en Coney Island, siendo durante una temporada líder de la banda musical que actuaba con la compañía de espectáculos teatrales y circenses Bindlestiff Cirkus Family. También se hizo conocida por un espectáculo callejero en el que tocaba el arpa en lo alto de un triciclo de gran altura en Manhattan.
En la década de los 90 Baby Dee conoció a la música transgénero y artista de performance Anohni. Las dos se hicieron amigas, y Hegarty (apellido de Anohni) invitaría más tarde a Dee a tocar el arpa en su álbum de debut, Antony and the Johnsons en 1998. Durante este tiempo, Dee regresó a su casa de la infancia en Cleveland donde estuvo trabajando como arbolista. Aunque nunca se había imaginado a sí misma como una artista de estudio, Dee compuso para Hegarty canciones que había escrito con la esperanza de tocar junto a ella. Hegarty, en su lugar, envió a su amigo David Tibet, fundador del grupo de música Current 93. Tibet se puso en contacto con Dee y la animó a grabar un álbum para su sello, Durtro.

## La épocaDurtro: 2000-2006
En 2001 Baby Dee lanzó su álbum de debut, Little Window. Este fue compuesto y producido por la propia Dee, quien también se hizo cargo de las voces y del piano en siete canciones, completando el álbum dos piezas instrumentales de acordeón. Aunque en el momento de su lanzamiento el álbum pasó bastante desapercibido, las pocas críticas que recibió fueron mayoritariamente positivas.
Dee lanzó su segundo álbum, Love's Small Song, en 2002. Este fue grabado de la misma manera que el primero, con Dee actuando como productora, compositora e intérprete. Esta vez, sin embargo, la grabación fue más variada instrumentalmente, apareciendo voz, piano, acordeón y arpa en la mayoría de los temas. Dee incluyó a lo largo de todo el álbum la grabación de un canto de pájaros como fondo para sus canciones. Las escasas pero muy positivas críticas del álbum hicieron que la escena musical se fijara en Baby Dee.
En 2007 los álbumes descatalogados Little Window y Love's Small Song fueron relanzados junto con Made for Love, un EP de tres canciones de 2005 en una compilación de 2 CD titulada The Robin's Tiny Throat .

## Drag City: 2007–presente
En 2006 Baby Dee se había cansado de grabar y decidió volver a la vida privada en su casa de Cleveland. Desafortunadamente su carrera como arbolista se interrumpió cuando un árbol que estaba intentando curar cayó sobre la casa de un cliente. El incidente dejó a Dee sin trabajo con la consiguiente situación de precariedad económica. Sin embargo, Dee tuvo la fortuna de conocer a los músicos Will Oldham y Matt Sweeney, quienes eran fanes de su trabajo. Se ofrecieron a producir un álbum para ella, y, aunque inicialmente dudó, Dee pronto estuvo de acuerdo con llevarlo adelante.
En 2008 Dee lanzó su tercer álbum de estudio oficial y de debut para Drag City, Safe Inside the Day. El álbum fue el primero en contar con colaboradores. Entre ellos los propios productores Oldham y Sweeney, así como su excéntrico amigo y cantautor Andrew WK. El álbum atrajo significativamente más atención que sus predecesores recibiendo buenas críticas de forma mayoritaria.
En 2010 Dee lanzó su cuarto álbum, una regrabación de un libro de edición limitada y CD titulado A Book of Songs for Anne Marie lanzado por Durtro en 2004. La grabación amplió significativamente la versión original al añadir orquestación de cámara y tres canciones adicionales. El álbum también contó con Dee, por primera vez, tocando el arpa principalmente en lugar del piano. Siguiendo el camino de Safe Inside the Day, amplió la visibilidad y el reconocimiento de la artista. Fue lanzado en el sello Drag City en Estados Unidos y en Tin Angel Records en el Reino Unido.
En 2011 Baby Dee lanzó su quinto álbum, Regifted Light. El álbum fue grabado en la casa de Dee y producido por su amigo y colaborador Andrew WK. Presentaba principalmente pistas instrumentales interpretadas en un piano de cola Steinway D con una pequeña banda de acompañamiento.
En 2015 Baby Dee lanzó su sexto álbum, I Am A Stick, con el sello Tin Angel Records. "Trabajando en lo que a menudo suena como un estilo de forma libre, los instrumentos de la banda marcan los arreglos de piano de Dee, añadiendo un elemento de imprevisibilidad que es definitivamente más 'experimental' que cualquier cosa que haya hecho antes".

## Colaboraciones
Baby Dee ha trabajado con Antony and the Johnsons, Andrew WK y muchos otros artistas de la escena musical de la ciudad de Nueva York. Ha realizado extensas giras con Current 93 tocando el piano y el arpa. También ha realizado giras con Marc Almond y The Dresden Dolls. En 2010 realizó una gira con Little Annie. En 2016 y 2017 realizó una gira con los Swans.

## Vida personal
Baby Dee es una mujer transgénero que fue asignada como hombre al nacer
Su hermana, Mary Norris, es editora en la revista New Yorker.

## Discografía
Álbums
- Little Window (Durtro, 2001)
- Look What The Wind Blew In (Durtro, 2001)
- Love's Small Song (Durtro, 2002)
- A Book of Songs for Anne Marie (Durtro / Jnana, 2004)
- Safe Inside the Day (Drag City, 2008)
- A Book of Songs for Anne Marie (Regrabado) (Drag City / Tin Angel, 2010)
- Regifted Light (Drag City, 2011)
- I Am a Stick (Tin Angel, 2015)

EPs
- Baby Dee (Durtro, 2001)
- Made for Love (Durtro / Jnana, 2005)
- The Robins Song (Durtro / Jnana, 2008)

Recopilatorios
- The Robin’s Tiny Throat (Durtro / Jnana, 2007)

Álbumes en directo
- Live in Turin (Precordings, 2006)
- Love Is Stronger Than Death / Baby Dee & John Contreras  (Bragagild, 2008)
- Baby Dee Goes Down To Amsterdam (Tin Angel, 2011)

Sencillos
- "The Robin's Tiny Throat"            – Little Window
- "Calvary"                            – Little Window
- "So Bad"                             – Love's Small Song
- "Dance of Diminishing Possibilities" – Safe Inside the Day
- "Safe Inside the Day"                – Safe Inside the Day
- "As Morning Holds A Star"            – A Book of Songs for Anne Marie
- "Regifted Light"                     – Regifted Light